# Nils Möller (konstnär)
Nils Möller, född 20 november 1917 i Nyhamnsläge, död 2004, var en svensk målare, grafiker och tecknare.

## Biografi
Han var son till sjömannen Johan Möller och Helga Lindström. Efter realskoleexamen arbetade Möller som illustratör i Skånska socialdemokraten och som dekoratör för olika företag i Helsingborg. Han studerade senare vid Tekniska skolan i Stockholm där han tilldelades ett utlandsstipendium 1945. Han studerade grafiska tekniker vid Konsthögskolan i Stockholm 1947-1950 och var anställd som lärare vid Det Kongelige Danske Kunstakademi i Köpenhamn 1951-1952. Han var under fem års tid anställd som illustratör vid Åhlén & Åkerlunds förlag. Tillsammans med Erik Cedervall ställde han ut på Galerie S:t Nikolaus i Stockholm 1957 och han var inbjuden att medverka som utländsk gäst vid vinterutställningen på Charlottenborg i Köpenhamn. Han medverkade i samlingsutställningar arrangerade av Sveriges allmänna konstförening, Skånes konstförening, Konstfrämjandet, Helsingborgs konstförening, Föreningen Graphica i Lund samt Grafiska sällskapet. Som illustratör illustrerade han bland annat Erik Johan Stagnelius Tretton dikter 1951 och Martin Wielands Sagan om Prins Biribinker 1951.  Möller är representerad vid Moderna Museet, Göteborgs konstmuseum, Helsingborgs museum, Eskilstuna konstmuseum, Östergötlands museum och Gustav VI Adolfs samling.